# Nasua narica

Joven coatí en Tulum, México

El coatí de nariz blanca (Nasua narica), también conocido como pizote, antón o tejón americano, es un mamífero carnívoro de la familia de los prociónidos que habita en el sector meridional de Norteamérica, Centroamérica y el extremo noroeste de Colombia. Suelen habitar en las zonas boscosas (bosque seco y húmedo) de las Américas en cualquier altitud, desde el nivel del mar hasta 3500 m s. n. m., desde el sureste de Arizona y Nuevo México hasta Ecuador. En México se les ha observado en prácticamente todo el territorio en especial en Aguascalientes  dónde abundan en gran manera, excepto en Baja California Sur y Tlaxcala. Son omnívoros, prefiriendo pequeños vertebrados, y se alimentan también con frutos, carroña, insectos y huevos. Pueden subir los árboles con facilidad, utilizando la cola para equilibrarse, pero es más frecuente que busquen alimento en el suelo. Sus depredadores incluyen boas, aves rapaces, félidos, y tayras.
Se adaptan fácilmente a la presencia humana y a menudo se los observa incursionando los campamentos y saqueando los recipientes de basura. Pueden ser domesticados con relativa facilidad. Son principalmente diurnos, retirándose por la noche en un árbol específico, para iniciar su labor diaria de búsqueda de alimento desde la madrugada. Sin embargo, sus hábitos son ajustables, y se vuelven más nocturnos en las zonas donde son cazados por los seres humanos, o cuando saquean los asentamientos humanos para su propia alimentación. Los machos adultos son solitarios, pero las hembras y los machos sexualmente inmaduros forman grupos sociales. Usan señales vocales para comunicarse. Durante la búsqueda de alimento, el cuidado de las crías queda a cargo de un par de niñeras, como también lo hacen las suricatas. La época de reproducción es en febrero o marzo. Después de aproximadamente 77 días de gestación, una hembra da entre dos y siete crías. Las crías son inicialmente ciegas y cubiertas de pelusa gris oscuro. Se destetan a los cuatro meses, y alcanzan la madurez sexual en aproximadamente dos años. En este punto, los machos son expulsados del grupo. Pueden alcanzar una edad de 17 años.

## Confusión con el tejón
Este animal se conoce (erróneamente) como tejón mexicano o tejón americano. La explicación de esta terminología confusa se remonta a los tiempos de la colonización española.

En realidad se llama coatí o Nasua narica, que significa nariz larga. Y nada tiene que ver con el tejón, ya que, para empezar, el tejón sólo habita Europa y el coatí sólo habita Latinoamérica y los territorios en la frontera de Estados Unidos. La confusión viene en realidad de tiempos de la conquista; los españoles, al no conocer el animal, supusieron que era algún primo lejano del tejón europeo, pero la realidad es que son especies totalmente distintas; sin embargo, en México y otros lugares de América fueron adoptados estos modismos españoles y es por eso que se le llama tejón americano aún en la actualidad.